# Francillon
Francillon là một xã ở tỉnh Indre khu vực trung bộ Pháp. Xã này có diện tích 10,27 km², dân số thời điểm năm 1999 là 72 người. Khu vực này có độ cao trung bình 185 mét trên mực nước biển.